# Mean Mr. Mustard
"Mean Mr. Mustard" es una canción de la banda de rock inglesa The Beatles, lanzada en su álbum de estudio de 1969, Abbey Road. Escrita por John Lennon y acreditada a Lennon–McCartney, es la tercera pista del medley del álbum. Fue grabada con "Sun King" de forma continua.
Fue escrita mientras los Beatles estaban en la India, basada en la historia de Jon Mustard, un hombre avarento que se afeitaba en lo escuro, se iba a dormir en la oscuridad, escuchaba la radio en la oscuridad, entre otras actitudes para ahorrar energía, cuya esposa presentó una solicitud de divorcio. Originalmente, la hermana de Mustard se llamaría Shirley, pero, para facilitar la transición a "Polythene Pam", Lennon la cambió por Pam.
La canción fue inicialmente planeada para ser del álbum anterior, The Beatles, conocido como el "Álbum Blanco". Más tarde, mientras la creación del medley de Abbey Road, "Her Majesty" fue posicionada entre "Mean Mr. Mustard" y "Polythene Pam", pero McCartney decidió que la secuencia no funcionaba bien. Aun así, cuando "Her Majesty" fue colocada al final del álbum, fue precedida por el acorde final de "Mean Mr. Mustard", que permaneció de una mezcla anterior.

## Orígenes
La canción fue escrita en la India, John Lennon dijo que la canción fue inspirada por un artículo periodístico sobre un avaro que ocultaba su dinero donde podía, a fin de evitar que la gente le obligara a gastarlo. Era obvio que Lennon no tenía un gran estima a la composición, como lo describió en Anthology como "un poco de basura que escribí en la India".

## Grabación[3]
- John Lennon: voz, piano (Steinway Vertegrand) y guitarra rítmica (Epiphone Casino).
- Paul McCartney: armonía vocal, bajo fuzz (Fender Jazz Bass).
- George Harrison: guitarra líder (Gibson Les Paul Standard).
- Ringo Starr: batería (Ludwig Hollywood Maple), pandereta.